# Lovas (ort i Kroatien)
Lovas är en ort i Kroatien.   Den ligger i länet Srijem, i den östra delen av landet, 260 km öster om huvudstaden Zagreb. Lovas ligger 120 meter över havet och antalet invånare är 1 173.
Terrängen runt Lovas är platt. Runt Lovas är det ganska tätbefolkat, med 86 invånare per kvadratkilometer. Närmaste större samhälle är Vukovar, 18,7 km nordväst om Lovas. Trakten runt Lovas består till största delen av jordbruksmark.